# 명단공표
명단공표(名單公表)란 행정법상 의무위반 또는 의무불이행이 있는 경우에 행정청이 위반자의 성명, 위반사실 등을 일반에게 공개하여 명예 또는 신용에 침해를 가함으로써 의무자의 수치심을 자극하여 행정법상의 의무이행을 확보하는 수단이다.  명단공표의 법적 성질과 관련하여 권력적 사실행위로 보아야 할지 아니면 비권력적 사실행위로 보아야 할지에 대하여 견해의 대립이 있다.